# Rhapsodie
Pour les articles ayant des titres homophones, voir Rapsodie, Rhapsody et Rapsody.

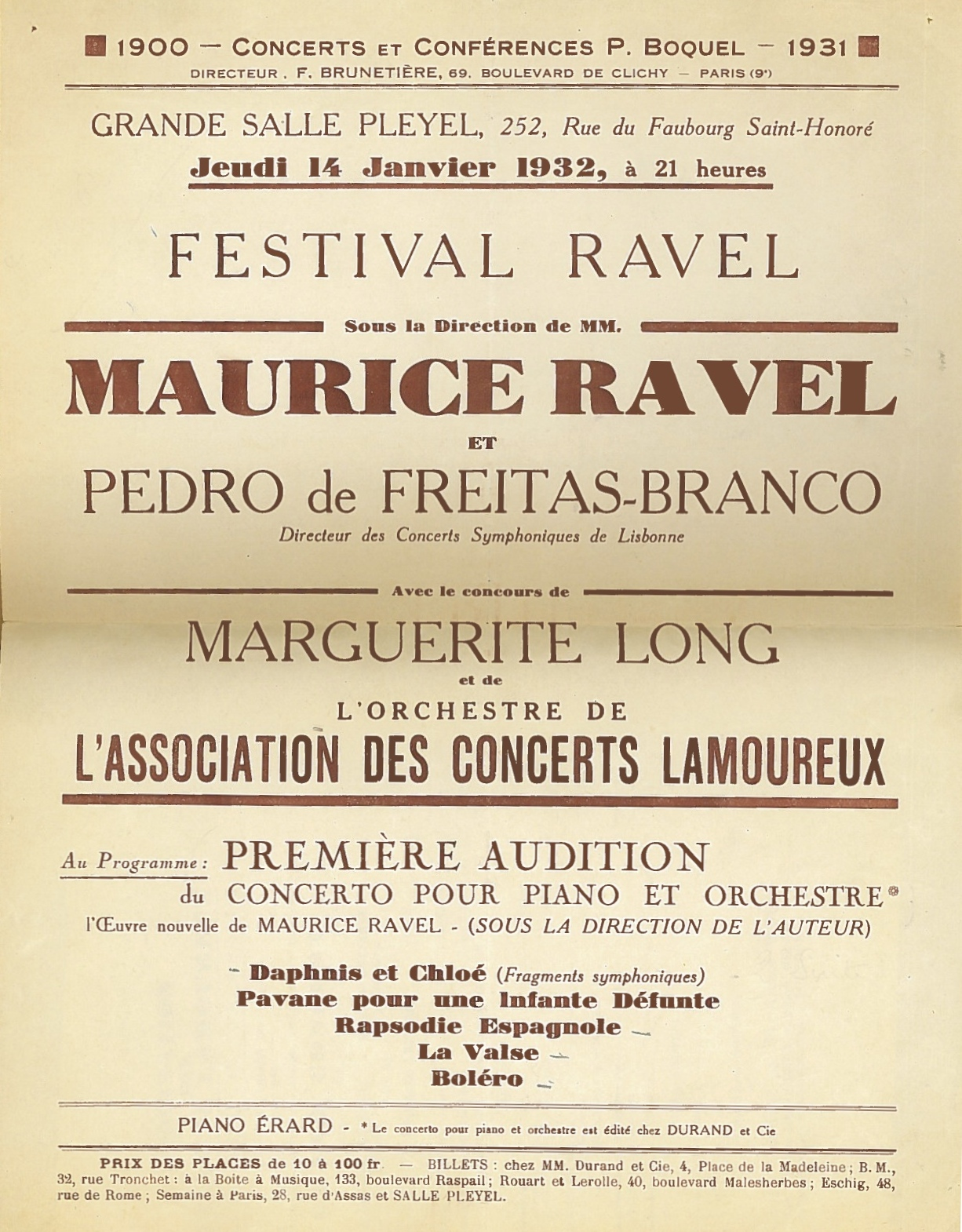
Maurice Ravel : Rapsodie espagnole

En musique classique, une rhapsodie ou rapsodie (du grec ancien ῥάπτω / rháptō, « coudre », et ᾠδή / ōidḗ, « chant », littéralement couture de chants) est une composition pour un soliste, un ensemble de musique de chambre (duo, trio, quatuor… ) ou pour un orchestre qu'il soit symphonique, d'harmonie ou de fanfare. De style et de forme très libres, souvent en un seul mouvement et assez proche de la fantaisie, la rhapsodie repose presque toujours sur des thèmes et des rythmes régionaux, folkloriques ou traditionnels.
Dans l'antiquité grecque, une rhapsodie est une suite de poèmes épiques chantés par les rhapsodes, des chanteurs itinérants.

## Quelques exemples classiques de rhapsodie
Le Tchèque Václav Jan Tomášek (1774-1850) est généralement considéré comme l’auteur des premières rhapsodies : les six pièces pour piano de l’op. 40, 1810. Mais la postérité a surtout retenu les noms suivants :
- Franz Liszt : Rhapsodies hongroises (1846-1853), Rhapsodie espagnole (1863), Rhapsodie Roumaine[2],[3]
- Jan Václav Voříšek : 12 rhapsodies, opus 1, 1813-1822
- Camille Saint-Saëns : 3 rhapsodies sur des cantiques bretons, op. 87 (1866) pour orgue, orchestrées en 1891 ; Rhapsodie d'Auvergne pour piano (1884) ou piano et orchestre (1884), op. 73
- Antonín Dvořák : Trois rhapsodies slaves, op. 45, 1878
- Édouard Lalo : Rhapsodie norvégienne, 1879
- Johannes Brahms : Rhapsodie pour alto, 1869 ; Rhapsodies pour piano, 1879
- Emmanuel Chabrier : España, 1883
- Georges Enesco : Rhapsodie roumaine n° 1 et n° 2 opus 11, 1901
- Hugo Alfvén : Rhapsodie suédoise no 1, 1903 ; no 2, 1907 ; no 3, 1931
- Maurice Ravel : Rapsodie espagnole, suite pour orchestre, 1907-1908
- Claude Debussy : Première Rhapsodie pour clarinette et piano et une version pour clarinette et orchestre, 1909-1910
- Ernest Bloch : Schelomo, rhapsodie pour violoncelle et orchestre, 1916
- Arthur Honegger : Rhapsodie pour deux flûtes, clarinette et piano, 1917
- Leoš Janáček : Tarass Boulba, rhapsodie pour orchestre, 1921
- George Gershwin : Rhapsody in Blue, pour piano et orchestre, 1924
- Béla Bartók : Rhapsodies pour violon et orchestre, 1928
- Sergueï Rachmaninov : Rhapsodie sur un thème de Paganini, 1934
- John Serry (père) : American Rhapsody, pour accordéon à touches piano, 1955 [4]

- Graham Waterhouse : Rhapsodie macabre, 2011

## Littérature
- Dans Jacques le Fataliste et son maître, Diderot parle de son œuvre comme d'une rhapsodie.
- Pétrus Borel a rédigé un recueil de poèmes intitulé Rhapsodies.
- Blaise Cendrars, "Rhapsodies gitanes" dans L'Homme foudroyé, 1945.
- Manga Rhapsody in heaven (Rhapsodie dans le ciel) de Kanan Minami en 3 tomes
- Rhapsodie cubaine est un roman d'Eduardo Manet, 1996.

## Théâtre
- « Rhapsodie » est une notion théâtrale élaborée par Jean-Pierre Sarrazac[réf. nécessaire].

## Cinéma
- Rhapsodie satanique est un film italien muet réalisé par Nino Oxilia, sorti en 1917.
- Rhapsodie en bleu (Rhapsody in Blue) est un film américain d'Irving Rapper sorti en 1945.
- Rhapsodie (Rhapsody) est un film américain de Charles Vidor sorti en 1954.
- Rhapsodie royale (King's Rhapsody) est un film musical britannique de Herbert Wilcox sorti en 1955.
- Rhapsodie ukrainienne est un film soviétique de Sergueï Paradjanov, sorti en 1961.
- Rhapsodie hongroise I et II est un film hongrois en deux volets de Miklós Jancsó, sorti en 1979.
- Rhapsodie en août est un film japonais d'Akira Kurosawa sorti en 1991.
- Bohemian Rhapsody est un film américain de Bryan Singer, sorti en 2018.

- Dans le film August Rush de Kirsten Sheridan, sorti en 2007, August écrit August's rhapsody in C Major, laquelle sera jouée au Concert de Printemps de Central Park par l'Orchestre philharmonique de New York.

## Télévision
- Rhapsodie est le vingt-deuxième et dernier épisode de la première saison de la série Glee, sorti en 2009.
- Rhapsodie en jaune est un téléfilm français de 1985.

## Chanson
- Queen : Bohemian Rhapsody, tirée de l'album A Night at the Opera (1975), rock progressif.
- Rhapsody of Fire est un groupe italien de métal symphonique, anciennement connus sous les noms de Rhapsody ou Thundercross (leurs albums sont des épopées sous forme de Rhapsodies).
- Rapsodia est une chanson de Mia Martini qui est arrivée quatrième à l'Eurovision song contest 1992.
- Rhapsody est une chanson du groupe Siouxsie and the Banshees, sur l'album Peepshow (1988).
- Rhapsody est un morceau pour violon de Brett Yang et Eddy Chen, appartenant au duo TwoSet Violin sur l'album Fantasia[5](2022)